# Rinaldo Acquaviva
Rinaldo Acquaviva (anche Rainaldo d'Acquaviva) (... – 1264) è stato un vescovo cattolico italiano.

## Biografia
Probabilmente nativo di Agrigento e figlio di un certo Rinaldo, fu avviato alla carriera ecclesiastica e era decano della cattedrale di Girgenti, quando venne eletto vescovo della città, probabilmente verso il 1241; fu consacrato verso il 1243.
Il suo primo importante impegno fu la definizione dei confini della propria diocesi con l'arcidiocesi di Palermo, retta dall'arcivescovo Berardo. Curò anche il restauro della cattedrale cittadina e del palazzo vescovile.
Dato che le entrate della diocesi erano diminuite dopo il trasferimento dei coloni saraceni da Girgenti a Lucera, trasferimento ordinato da Federico II di Svevia nel 1246, venne risarcito, ma solo dopo l'11 novembre 1254, dal nuovo vicario imperiale, che gli permise di riscuotere nella sua diocesi le rendite delle imposte sugli ebrei e sulle tintorie di Girgenti.
Il 10 agosto 1258 nella cattedrale di Palermo incoronò Manfredi re di Sicilia, seguendo la tradizione familiare di supporto degli Svevi, ma allo stesso tempo incorrendo nelle ire di papa Alessandro IV, che lo scomunicò e lo fece deporre. Anche se il nuovo vescovo Goffredo risulta già nominato, questi non riuscì a prendere possesso della diocesi fino alla morte di Rinaldo, che, nel frattempo verso il 1261, si era riconciliato con il nuovo papa Urbano IV.
Rimase in ottimi rapporti con Manfredi, che nel 1264 gli garantì la reintegrazione di tutti i diritti già concessi alla chiesa di Girgenti dai Normanni.
Morì quello stesso anno.